# Света гора
 Тази статия е за православната монашеска общност.  За египетския бог вижте Атон (бог).  За други значения на Света гора вижте Света гора (пояснение).
Света гора, наричана още Атон, е планински полуостров в Северна Гърция, дълъг 57 км и широк 7 – 10 км. Общата му площ е 389 кв. км. Най-високият му връх Атон е с височина 2033 м. Според гръцката конституция Света гора е автономна монашеска общност под гръцки суверенитет. На Света гора има двайсет православни манастира и дванайсет скита, няколко метоха, както и над шестстотин келии, каливи и катизми. Главен град и административен център на Света гора е Карея, който е седалище на гражданския управител – представителя на гръцката власт. Духовно Света гора е подчинена пряко на Цариградската патриаршия в Истанбул. Обитаването на полуострова е разрешено само на монасите. Общото население е около 1400 души.

## Предание
Според едно старо предание света Богородица заедно със свети Йоан тръгнали на път за Йопа в Кипър, за да посетят свети Лазар. Лодката попаднала в буря, отклонила се от курса си и се озовала на тогавашния все още езически Атон. Лодката се разбила близо до днешния манастир Ивирон. Божията майка изплувала на брега и се въодушевила от дивната красота на планината, благословила я и замолила сина си Исус Христос да превърне това място в нейна градина. Изведнъж чула глас: „Нека това място да бъде твое наследство и твоя градина, рай и небе, и спасение за онези, които търсят спасение.“ Оттогава планината е посветена на света Богородица като нейна градина, в която не се позволява присъствието на други жени освен Божията майка.

## История
Света гора се оформя като манастирска общност през 963 година, когато монахът Атанасий основава Великата лавра, която и днес е най-големият от всичките двайсет манастира на Света гора. Този манастир се е ползвал с покровителството на византийските василевси, което допринася за бързото му разрастване и увеличаването на неговото богатство и имущество. По времето на Четвъртия кръстоносен поход (1202 – 1204 г.) през XIII век Света гора има нови католически господари, които насилствено принуждават светогорските монаси да приемат покровителството на папа Инокентий III. Това продължава до възстановяването на Византийската империя. През XIV век каталунски наемници ограбват атонските манастири.
Когато през XV век Византия е завладяна от Османската империя, Света гора също е покорена. Османците нанасят тежки удари и извършват грабежи на манастирите, но по-късно ги оставят на мира. Броят на монасите и богатството на манастирите намаляват драстично през следващите векове. Все пак те успяват да оцелеят до началото на XIX век, когато манастирите започват да се посещават все по-често от поклонници и да приемат нови монаси от православни страни като Русия, България, Румъния и Сърбия. Всяка от тези страни изпраща щедри дарения за светогорските манастири. През XVIII век и Хилендарският манастир е щедро даряван от български търговци като хаджи Вълчо и др. Хилендар е средище на българското Възраждане. Много видни българи от това време го посещават или обитават: Софроний Врачански, Неофит Бозвели, Иларион Макариополски и други. Паисий Хилендарски пише там своята „История славянобългарска“. През 1912 година, по време на Балканската война, турците са изгонени и след кратък дипломатически спор между Гърция и Русия за суверенитета му монашеският полуостров формално става част от гръцката държава след Втората балканска война.
Според гръцката конституция Атонската планина (Света гора) е самостоятелна административно-политическа единица, която има 20 манастрира с правото на самоуправление, което се извършва от „Светата общност", управляваща автономията. Главен град и административен център е Карея, която е седалище на гражданския управител. Духовно, Света гора е под директната юрисдикция на вселенския патриарх в Цариград. Наред с манастирите има 12 скита – малки монашески общности, а така също и келии и колиби. Съществуват и постници (пещери и колиби), предпочитани от монасите, желаещи да водят по-строг аскетичен живот. Всички лица, живеещи на Атонската Света гора, стават гръцки граждани без никакви формалности, след като приемат монашеството. Всеки поклонник от мъжки пол над 18 г. би могъл да посети Света гора, но едва след като получи специално позволение.
Посещението на жени в Света гора е забранено с императорски хрисовул през 1060 година. Дори и животни от женски пол не могат да се донасят в монашеската република с изключение на котки и кокошки, които снасят яйцата, необходими за направата на бои, използвани в зографисването на икони. По времето на гръцката гражданска война, Атон става убежище за много бежанци, между които е имало жени и девойки.
Манастирите на Света гора са трудно достъпни и поради това често пострадват от големи и опустошителни пожари. Един случай е от март 2004 година, когато избухва пожар в сръбския манастир Хилендар. Поради тази недостъпност загиват патриарсите Александър и Петър VII заедно с 16 души на разбилия се вертолет в Егейско море, близо да Света гора.

## Езици
Гръцкият език се използва за обща употреба както и във всичките гръцки манастири. В някои манастири обаче се говори и на други езици: в манастира Свети Пантелеймон − руски (35 монаси), в Хилендар − сръбски (46), в Зограф − български (38), а в скита „Свети Йоан Предтеча“ и Лаку − румънски (64). Днес много от атонските монаси говорят и английски.

## Атонски манастири
В Света гора се намират 20 манастира, техният брой е фиксиран и са подредени в стриктна йерархия:
1. Велика лавра
2. Ватопедски манастир
3. Иверски манастир
4. Хилендарски манастир (сръбски)
5. Дионисиат
6. Кутлумуш
7. Пантократор
8. Ксиропотам
9. Зографски манастир (български)
10. Дохиар
11. Каракал
12. Филотей
13. Симонопетра
14. Свети Павел
15. Ставроникита
16. Ксенофонт
17. Григориат
18. Есфигмен
19. Пантелеймон (руски)
20. Констамонит

## Атонски скитове
Атонските скитове са малки монашески селища, състоящи се от отделни килия, каливи, исихастерии и постници, които са подчинени на определен голям манастир. Съществуват също и общежителни скитове, които по своята големина и структура по нищо не се отличават от атонските манастири, с изключение на формалния си статут, и подчинеността си на определен манастир (напр. румънския православен скит „Свети Йоан Предтеча“). Основната отлика на атонските скитове от манастирите е липсата на право на участие в органите на самоуправлението на монашеската република и на поземлена собственост, което ги поставя в пряка зависимост от съответния манастир, върху чиято земя са построени. До началото 1990-те години атонските манастири са както общежителни (или киновиални, в които монасите живеят заедно и се подчиняват на един игумен и единни монашески правила или устав), така и отделножителни (идиоритмични). След като през 1992 г. и манастирът Пантократор приема принципа на общежитието, всички атонски манастири вече са общежителни. Повечето от скитовете в Атон са идиоритмични (отделножителни).
- Скитове на Великата Лавра: Свети Йоан Предтеча, Катунакия, Кафсокаливия, Света Анна и Мала Света Анна
- Скитове на Ватопед: Свети Андрей и Свети Димитър
- Скит на Ивирон: Свети Йоан Предтеча
- Скит на Кутлумуш: Свети Пантелеймон
- Скит на Пантократор: Свети Пророк Илия
- Скитове на Манастир Свети Павел: Нов скит и Лакоскит
- Скит на Ксенофонт: Свето Благовещение
- Скит на Манастир Пантелеймон: Света Богородица

| Име                                | Име                | Ново име    | Ново име    | Описание                                                         |
| ---------------------------------- | ------------------ | ----------- | ----------- | ---------------------------------------------------------------- |
| Йованица                           | Γιοβάντσα          | Литария     | Λιθάρια     | възвишение в Ю част на Света гора на И от Нова Тиваида (266,8 m) |
| Микри Йованица или Микри Йованца   | Μικρή Γιοβάντσα    | Воскотопи   | Βοσκοτόπι   | местност в Ю част на Света гора на И от Нова Тиваида             |
| Мегали Йованица или Мегали Йованца | Μεγάλη Γιοβάντσα   | Мегали Номи | Μεγάλη Νομή | местност в Ю част на Света гора на И от Нова Тиваида             |
| Кулцу                              | Κουλτσού           | Кладия      | Κλαδιά      | пристанище на ЮЗ от Ватопед                                      |
| Комикитадико Греки                 | Κομικιτάδικο Γρέκι | Рахони      | Ραχώνι      | възвишение в Ю част на Света гора на СИ от Нова Тиваида          |
| Гале Маджигра                      | Γκαλέ Ματζίγρα     | Велона      | Βελόνα      | възвишение на С от Скала Зографу (394,4 m)                       |
| Бурада                             | Μπουράντα          | Рема        | Ρέμα        | река на З от Пантелеймон                                         |
| Букоровица                         | Μπουκορόβετσα      | Спитакия    | Σπιτάκια    | местност на СЗ от Пантократор                                    |
| Пенир                              | Πενίρ              | Ликорема    | Λυκόρεμα    | река                                                             |
| Кулцу                              | Κουλτσού           | Врахаки     | Βραχάκι     | нос на ЮЗ от Ватопед                                             |
| Джувели                            | Τζούβελη           | Псилома     | Ψήλωμα      | възвишение на СИ от Зограф                                       |
| Грапавица                          | Γραπαβίτσα         | Корифи      | Κορφή       | възвишение на Ю от Есфигмен (265 m)                              |
| Караули Лакос                      | Καραούλι Λάκκος    | Алепофолия  | Άλεποφωλιά  | река на И от Скала Хиландариу, вливаща се при нос Караули        |
| Ак Караула                         | Άκ Καραούλι        | Скопия      | Σκοπιά      | нос на И от Скала Хиландариу                                     |
| Кулцу                              | Κουλτσού           | Перасма     | Πέρασμα     | местност на ЮЗ от Ватопед                                        |
| Ак Йованица                        | Άκ Γιοβάντσα       | Номес       | Νομές       |                                                                  |
| Караули                            | Καραούλι           | Корфулес    | Κορφοΰλες   | връх на СИ от Урануполи                                          |
| Мегали Вигла                       | Μεγάλη Βίγλα       | Мити        | Μύτη        | връх на СИ от Урануполи (510,2 m)                                |
| Ормос Хляду                        | Όρμος Χλιαδοΰ      | Лиманаки    | Λιμανάκι    | гора в северната част на Света гора на И от Кумица               |
| Палио Караули                      | Παλιό Καραούλι     | Скопос      | Σκοπός      | местност по северната част на светогорската граница              |
| Грекия или Грека                   | Γρέκα              | Рахони      | Ραχώνι      | възвишение на ЮЗ от Ивирон или на СЗ от Пантократор              |
| Чатал                              | Τσατάλι            | Дендрулия   | Δενδρούλια  |                                                                  |
| Чатал                              | Τσατάλι            | Рема        | Ρέμα        | местност на Ю от Филотей                                         |
| Мегали Вигла                       | Μεγάλη Βίγλα       | Скопос      | Σκοπός      | възвишение на З над Великата Лавра                               |
| Вигла                              | Βίγλα              | Ститос      | Στήθος      | възвишение на Ю от Великата Лавра                                |

## Други
На Света гора е наречена улица „Света гора“ в квартал „Лозенец“ (Карта) и улица „Атон“ в кварталите „Разсадник-Коньовица“ и „Илинден“ (Карта) в София.